# Мазарини, Джулио
Джу́лио Мазари́ни (при рождении Джу́лио Раймо́ндо Маццари́но (итал. Giulio Raimondo Mazzarino); во Франции известен под именем Жюль Реймо́н Мазаре́н (фр. Jules Raymond Mazarin); 14 июля 1602 — 9 марта 1661) — церковный, государственный и политический деятель; Епископ Меца в 1653–1658 годах и Первый министр Франции в 1643—1651 и 1653—1661 годах. Фаворит королевы Анны Австрийской.

## Биография
Родился 14 июля 1602 года в семье мелких землевладельцев Пьетро Маццарино и Ортензии Буфалини в городке Пешина на севере Неаполитанского королевства. Дворянский род Маццарино служил могущественному роду Колонна, в том числе и сам Джулио Мазарини. Молодой Джулио вначале в 1608—1616 годах учился в Римском колледже, а в 1619—1621 годах находился в Испании, где изучал право в университете в Алькала-де-Энарес. В 1628 году Мазарини, после того, как несколько лет прослужил под началом нескольких итальянских кондотьеров, стал секретарём папского нунция в Милане. Уже тогда он выказывал элегантность, обаяние и показывал необыкновенно тонкий и быстрый ум.
В 1630 году Мазарини впервые вступает на историческую сцену, притом довольно эффектно: две армии (испанская и французская) уже готовы вступить в сражение, но тут между ними с криком «Pace! Pace!» («Мир! Мир!») скачет на лошади молодой дипломат Мазарини с документом о мире в руках.
В том же году он был послан во Францию, познакомился с Ришельё и фактически стал его агентом в Италии. В 1632 году — получил сан каноника. Одновременно Святой престол способствовал возвышению Мазарини, получившего должность рефендария. Новая должность предполагала новые почести и новые доходы: денежные «вознаграждения» и «вознаграждения» натурой, что, видимо, приносило немалую прибыль. Сверх того, Мазарини получал комменду с монастыря в диоцезе Модены, то есть управлял он чисто теоретически, но получал треть или даже половину доходов. Тогда доходы Мазарини (о которых мало что известно) стали весьма существенными: в 1634 году Джулио выдаёт замуж двух своих сестёр, дав каждой по 40 000 ливров приданого — немаленькая сумма, которую, правда, выплачивали частями.
В 1634—1636 годах Мазарини был папским легатом в Париже. Несколько месяцев 1636 года Мазарини провёл в Авиньоне, где на правах духовного и светского администратора издал указ, позволявший евреям города спокойно заниматься делами. В 1636—1639 годах Мазарини находился в Риме, где исполнял функции домоправителя у племянника Папы Римского Урбана VIII.
В 1639 году перешёл на французскую дипломатическую службу.
По протекции Ришельё стал кардиналом в 1641 году.
После смерти «серого кардинала» отца Жозефа в 1638 году Мазарини становится ближайшим доверенным лицом фактического властелина Франции. Именно Мазарини урегулировал дело, которое касалось герцога Бульонского, старшего брата Анри де Тюренна. За это от кардинала Ришельё он получил аббатство Корби в Пикардии с рентой 80 000 ливров, одно из самых богатых в королевстве Франция.
По предсмертной просьбе кардинала Ришельё король Людовик XIII назначил Мазарини членом королевского совета (1642).
В 1643 году умер Людовик XIII, и королём Франции стал малолетний Людовик XIV. Был создан регентский совет в составе герцога Гастона Орлеанского и принца Конде, а также министра иностранных дел Леона Бутийе, графа де Шавиньи. Регентшей была объявлена королева Анна Австрийская. Все знали о многолетней вражде между королевой и Ришельё. Двор был уверен в падении его клеврета. Но умевший быть обаятельным итальянец сумел покорить сердце гордой королевы и стать её любовником. В итоге королева-вдова в 1643 году назначила его первым министром. Так Мазарини стал фактическим правителем Франции. Однако это не понравилось многим при королевском дворе.
Герцог де Бофор и титулованная знать во главе с герцогиней де Шеврез составили заговор против Мазарини (т. н. «заговор Высокомерных»), возненавидев «безродного фаворита». Но их попытка отстранить кардинала от власти закончилась неудачей, а первые пять лет его правления принесли Франции успехи во внешней политике. Французская армия одержала ряд побед над испанцами в Тридцатилетней войне (битва при Рокруа 1643 года). Мазарини был одним из создателей договора между участниками войны (Вестфальский мир).
Он проводил политику Ришельё: увеличивал централизованную ренту за счёт повышения налогов. Однако это нередко вызывало народные волнения. Так, в октябре 1643 года волнения в Туре длились почти месяц. Интендант де Гере, описавший эти события (именно он и подавил бунт, причём не без труда), считал виновницей взбунтовавшуюся чернь из предместий, протестовавшую против введения нового налога на вино — 30 су за бочку. Интендант де Гере полагал, что несколько злонамеренных купцов толкнули рабочих-ткачей на путь насилия, он детально описывает происходившее: субарендаторов и сборщиков нового налога побили, несчастных обокрали, арестовали и привезли в предместье Ла-Риш; по соседству, в том числе в Блере, происходили нападения на прохожих и путешественников, которых записывали в «вымогателей налогов». Оставшись на какой-то момент без поддержки войск, карабинеры отправились усмирять бунты в Нижнем Мене, интендант не без труда вооружил городских буржуа, решившихся взять в руки оружие только под угрозой разграбления города. Когда войска наконец вернулись, бунтарей прогнали, а предводителя, некоего «капитана Сабо», приговорили к повешению, сожжению и развеиванию пепла по ветру… В последний момент палач испугался и сбежал: его пришлось возвращать manu militari (силой оружия), под охраной «четырёх сотен горожан — чиновников, добропорядочных буржуа и крупных торговцев» на рыночную площадь, где капитана и сожгли.

## Мазарини и Фронда
В 1648 году во многом под влиянием Английской буржуазной революции во Франции начались антиправительственные смуты, вошедшие в историю как Фронда. Против Мазарини выступили купцы, ремесленники, страдавшие от налогов, и знать, пытавшаяся восстановить прежние феодальные привилегии, уничтоженные Ришельё. К ним присоединились крестьяне, которые нападали на королевских чиновников и сборщиков податей. Возглавили Фронду советник Парижского парламента Брусель и коадъютор Поль де Гонди. Противники Мазарини соревновались в сочинении против него сатирических эпиграмм и памфлетов — так называемых «мазаринад», включая поддельные издания катренов Нострадамуса, якобы предсказавшего Мазарини и Фронду.
Летом 1648 года борьба между Мазарини и представителями знати, парижским парламентом, купцами и ремесленниками обострилась до предела, в особенности после ареста Бруселя. В августе все улицы Парижа были перекрыты баррикадами, причём значительную роль в этих событиях сыграл бывший соратник кардинала Ришельё граф де Рошфор. Было совершено нападение на королевского канцлера Пьера Сегье, а восставшие парижане дали отпор маршалу де Ламейерэ. Поговаривали о штурме Лувра. В итоге Анне Австрийской пришлось выпустить на свободу Бруселя. Затем королева с детьми и Мазарини с основной частью королевского двора тайком покинули город и удалились в загородный дворец Рюэль. Однако в Париж прибыл сбежавший из заточения в Венсенском замке в том же году герцог де Бофор и стал одним из предводителей восставших.
К тому времени был подписан Вестфальский мир (обмен ратификационными грамотами состоялся 18 февраля 1649 года), и Анне Австрийской удалось заключить союз с принцем Конде, который осадил Париж. В итоге часть фрондёров во главе с Гонди начала подумывать о помощи со стороны Испании, что вынудило Парижский парламент вступить в переговоры с королевой. Их итогом стало подписание мирного договора между враждующими сторонами в Рюэле 11 марта 1649 года. Хотя часть интересов лидеров Фронды, например, герцога де Бофора была удовлетворена, некоторые, в частности Гонди, остались недовольны. Мазарини остался в качестве первого министра.
Вскоре между кардиналом, королевой и двором, с одной стороны, и Конде, с другой стороны, вспыхнуло соперничество. В итоге кардинал Мазарини заручился поддержкой значительной части бывших «парламентских фрондёров», и по его приказу Конде в начале 1650 года был брошен в темницу Венсенского замка. Но герцогиня де Лонгвиль обратилась за помощью к маршалу Анри де Тюренну, и последний открывает боевые действия, войдя в союз с Испанией. Однако кардиналу Мазарини удалось подавить беспорядки в Нормандии и завладеть Бордо.
Несмотря на это, Гонди, так и не получивший обещанную кардинальскую шапку, заключает союз с Парижским парламентом и герцогом Гастоном Орлеанским и Анна Австрийская получает ходатайство об освобождении принца Конде из заточения в Гавре, куда его и перевели. В такой ситуации кардинал был вынужден отправиться в изгнание в Кёльн, чем воспользовались его соперники и вынудили королеву освободить Конде. Но, находясь в изгнании, Мазарини постоянно переписывался с королевой, и быстро взрослевший король Людовик XIV находился под его влиянием. Говорили, что Мазарини руководил делами из Кёльна так же, как из Лувра.
В 1651 году Людовик XIV достиг совершеннолетнего возраста. Одновременно Гонди переходит на сторону королевы, и та обманывает принца Конде, вынужденного вновь бросить вызов королевской власти. Последний вначале терпит поражения от Тюренна и прибывшей из Германии армии наёмников во главе с кардиналом, однако «бывшие парламентские фрондеры» переходят на сторону принца вследствие сильного желания королевы насчёт возвращения Мазарини. В итоге Конде берёт Париж и это заставляет короля провести экстренное совещание в Понтуазе, по итогам которого Мазарини согласился удалиться в Буйон. Но уставшее от Фронды население Парижа вынуждает Конде бежать во Фландрию, и в итоге в октябре 1652 года король вступил в Париж, тем самым одержав победу над Парижским парламентом. 3 февраля 1653 года Мазарини триумфально въезжает в Париж под неистовые овации городских жителей, Фронда завершается победой королевского двора.

## Меценат и библиофил
Мазарини приглашал в Париж оперные труппы и музыкантов из Италии. Причём он окружал себя всевозможными итальянскими вещами: тканями, драгоценностями, духами, статуэтками, «антиками». Благодаря его покровительству, при дворе были поставлены первые во Франции оперы.
Кардинал любил общество — предпочтительно умное, тонкие ужины, игру[какую?] до умопомрачения, в которой неизменно выигрывал. Гораздо меньше удовольствия он находил в молитвах и не любил утром долго лежать в постели: ему всегда не хватало времени, а возможно, и религиозного усердия. Он читал, слушал, улыбался, что-то рисовал и писал без устали, как большинство исключительных людей, Мазарини мало спал, никогда никому не доверял полностью и умело играл на человеческих слабостях и обстоятельствах. В самом сердце сложного окружения он создал собственный мир, напоминавший ему о другом великом городе, где жила его семья и дорогие сердцу друзья, блестящие, богатые, цивилизованные люди, с которыми Джулио так хотелось увидеться вновь.
Собрание книг кардинала положило начало старейшей публичной библиотеке Франции, известной ныне как Библиотека Мазарини.
Хотя в 1653 году Фронда завершилась победой двора, одной из основных проблем Франции в тот период стала война с Испанией. Дело в том, что принц Конде бежал из Парижа во Фландрию и действовал в рядах испанской армии против Франции. Вначале король Людовик одержал несколько побед над испанцами, в том числе и при Ландреси, причём кардиналу Мазарини удалось заключить договор с лордом-протектором Англии Оливером Кромвелем и сформировать антигабсбургскую Рейнскую лигу в Германии.
Одновременно кардинал Мазарини наладил управление в государственных делах, приблизив к себе канцлера Пьера Сегье, военного министра Мишеля Летелье, министра иностранных дел Анри де Ломени и суперинтенданта Николя Фуке.
В июле 1658 года Людовик XIV заболевает скарлатиной и возникает опасность возобновления Фронды в связи с побегом из заключения в Нанте Поля де Гонди, обвинённого в связях с Конде. Одновременно поднимает голову дворянская оппозиция и происходят крестьянские бунты, вошедшие в историю как «Жакерия саботье». При этом Мазарини пытался усилить централизацию в государстве за счёт отправки в провинции интендантов, и это совпало по времени с угрозой финансового банкротства Франции.
Однако король выздоровел, и тут же встал вопрос насчёт его семейной жизни. Хотя племянница кардинала Мария Манчини находилась в романтической связи с Людовиком XIV, Бурбонам нужно было заключить династический брак. Первоначально в качестве невесты была внучка Генриха IV принцесса Маргарита Виоланта Савойская. Но брат Анны Австрийской испанский король Филипп IV нуждался в установлении мира между Францией и Испанией и, соответственно, предложил королю-племяннику руку инфанты Марии Терезии Испанской. В итоге в ноябре 1659 года произошло заключение Пиренейского мира между Францией и Испанией, причём сам мирный договор был подписан кардиналом Мазарини, который предугадал, что разорённая войной Испания не сможет выплатить приданое в срок. В июне 1660 года произошла свадьба Людовика XIV и Марии Терезии Испанской. В том же году принц Конде вернулся в Париж, где был восстановлен в правах и, примирившись с кардиналом Мазарини, выдвинул претензии на польский престол.

## Конец государственной деятельности кардинала
После заключения Пиренейского мира кардинала Мазарини, находящегося на вершине славы и величия, окружили почётом как героя. Он восстановил внутренний мир в стране, обеспечил её внешнюю безопасность, однако это ещё не решение всех государственных проблем: остались финансовые трудности, неукротимое дворянство и янсенистские распри. Причём у кардинала Мазарини возникло намерение снова стать священником, но не ради того, чтобы удалиться от дел, — напротив, чтобы стать папой римским. Также его мысли занимали исторические события в Восточной Европе (Оливский мир 1660 года) и Османская империя (отправка добровольцев, начиная с 1654 года, на Крит). Однако судьба распорядилась иначе.
В начале 1660 года на Бидассоа, в Париже и во многих других местах окружающие наблюдали за ухудшением здоровья кардинала Мазарини. Он страдал подагрой, как герцог Гастон Орлеанский и принц Конде, мучился язвами на ногах, у него было дурное пищеварение. Кардинал использовал свои обширные знания, готовя духи и таблетки от невралгических колик, болей в почках из-за камней и лёгочных недомоганий, часто переходящих в отёк легких. Он худел и слабел, ему приходилось прибегать к помощи румян, чтобы придать свежесть лицу. Его всё чаще носили четверо слуг на стуле, в кресле или на матрасе, он хирел и, по-видимому, находился на пороге смерти, хотя ему исполнилось всего пятьдесят восемь лет (тогда это было начало старости), но полностью сохранил интеллект, проницательность, терпеливость, способность вести с десяток интриг одновременно, писать или диктовать до сорока писем в день.

## Оценки современников. Завещание Мазарини
Мазарини скончался от болезни 9 марта 1661 года в Венсене. Перед смертью он рекомендовал Людовику XIV своего управляющего и помощника Кольбера. При жизни Мазарини Людовик XIV, считающийся ныне одним из самых властных монархов в истории, был всего лишь номинальным королём (даже после того как достиг совершеннолетия).
Уже для современников Мазарини стал легендарной фигурой. После смерти кардинала распространилась злая шутка: при вскрытии в его груди будто бы нашли кусок глины вместо сердца. Между тем известно, что иногда Мазарини проявлял неожиданную для его положения терпимость (так, например, он восхищался «Письмами к провинциалу» Паскаля).
Мазарини стал героем мемуаров многих своих современников. Обычно он изображается человеком хитрым и циничным, но талантливым и образованным. Франсуа де Ларошфуко писал о нём: «Ум его был обширен, трудолюбив, исполнен коварства, характер гибок».

Мазарини — человек осторожный, ловкий, тонкий, желающий, чтобы его считали придворным и иногда довольно хорошо изображающий царедворца; он умерен во всех своих страстях, вернее, можно сказать, что у него всего одна всеобъемлющая страсть: это его честолюбие. Все другие страсти он подчиняет ей, а любви и ненависти в нём ровно столько, сколько необходимо, чтобы достичь цели, а хочет он одного — править. У него великие проекты, достойные его непомерного честолюбия, изворотливый, ясный, живой ум, обширнейшие знания в области всех дел света, я не знаю никого, кто был бы лучше информирован; он трудолюбив, усидчив и прикладывает невероятные усилия, чтобы сохранить состояние, и сделает всё возможное, чтобы увеличить его. И всё-таки он сделал немало ошибок в управлении страной и признаёт это; хваля Вам Мазарини, я не хочу возвеличить его, но думаю, буду права, если скажу, что это великий человек.

Сохранились также мазаринады. Вот одна из них:

Отправляйся отчитываться перед Ватиканом —

О своей мебели, проданной с аукциона,

О разворовывании наших гобеленов

И наших драгоценных камней…

О двух сотнях своих халатов,

О злоупотреблении духами,

О своих старых и новых нарядах,

О роскошном дворце, о своих лошадях;

О том, что из-за тебя сплошные потери,

О своих штанах, загаженных г…ном.

Отпрыск покойного Кончини, Мазарини, и этим всё сказано,

Сброд будет рвать тебя на части

И выпотрошит из тебя всё нутро,

Обливая твоей кровью мостовую;

Твой высоко поднятый фаллос,

Поднятый в воздух на длинном шесте

В столице Галлии,

Станет игрушкой лакеев.

Довольно часто в описаниях характера Мазарини встречается упоминание его любви к кошкам, которых он содержал во множестве.
При этом кардинал Мазарини оставил после себя политическое завещание в качестве совета Людовику XIV насчёт управления страной. Вот как расценил король завещание кардинала. «Я должен блюсти права, иммунитеты и привилегии Церкви; […] что касается дворянства — это моя правая рука, и я должен ценить его […]; что до членов парламента, следует уважать их, но, что крайне важно, не допускать того, чтобы представители этой профессии злоупотребляли своей свободой […]; как добрый король, я должен облегчать участь своего народа […] во всех случаях налогообложения […]; я должен позаботиться о том, чтобы каждый знал, что я господин…»

## Герой Дюма
Мазарини знаком миллионам читателей по роману Александра Дюма «Двадцать лет спустя». Образ Мазарини в романе далёк от своего исторического прототипа. Характерно название первой главы романа «Двадцать лет спустя»: «Тень Ришельё». Сопоставление с кардиналом Ришельё (по тексту — «настоящим кардиналом») постоянно оказывается не в пользу Мазарини.
Полностью вымышлен эпизод с похищением Мазарини бывшими мушкетёрами.
Также является персонажем пьес Александра Дюма «Мушкетёры» и «Молодость Людовика XIV».

## Кинематограф
| Год  | Актёр                | Тип | Русское название                                         | Оригинальное название                                         | Страна                               | Режиссёр                   |
| ---- | -------------------- | --- | -------------------------------------------------------- | ------------------------------------------------------------- | ------------------------------------ | -------------------------- |
| 1922 | Жан Перье            | ф   | Двадцать лет спустя                                      | фр. Vingt Ans après                                           | Франция                              | Анри Диаман-Берже          |
| 1954 | Самсон Файнзильбер   | ф   | Тайны Версаля                                            | фр. Si Versailles m'était conté…                              | Франция                              | Саша Гитри                 |
| 1962 | Энрико Мария Салерно | ф   | Железная маска                                           | фр. Le Masque de fer                                          | Италия—Франция                       | Анри Декуэн                |
| 1966 | Чезаре Сильваньи     | тф  | Приход к власти Людовика XIV                             | фр. La Prise de pouvoir par Louis XIV                         | Франция                              | Роберто Росселлини         |
| 1971 | Владимир Зельдин     | тс  | Двадцать лет спустя                                      | рус. Двадцать лет спустя                                      | СССР                                 | Юрий Сергеев               |
| 1977 | Жан Негрони          | т/с | Ришельё                                                  | фр. Richelieu, le Cardinal de Velours                         | Франция                              | Жан-Пьер Декур             |
| 1978 | Франсуа Перье        | т/с | Мазарини                                                 | фр. Mazarin                                                   | Франция                              | Пьер Кардиналь             |
| 1989 | Филипп Нуаре         | ф   | Возвращение мушкетёров                                   | англ. The Return Of The Musketeers                            | Испания, Панама, США, Великобритания | Ричард Лестер              |
| 1992 | Анатолий Равикович   | т/с | Мушкетёры двадцать лет спустя                            | рус. Мушкетёры двадцать лет спустя                            | СССР, Россия, Франция                | Георгий Юнгвальд-Хилькевич |
| 1993 | Анатолий Равикович   | т/с | Тайна королевы Анны, или Мушкетёры тридцать лет спустя   | рус. Тайна королевы Анны, или Мушкетёры тридцать лет спустя   | СССР, Россия                         | Георгий Юнгвальд-Хилькевич |
| 1993 | Паоло Грациози       | ф   | Луи, король — дитя                                       | фр. Louis, enfant roi                                         | Франция                              | Роже Планшон               |
| 1994 | Джиджи Пройетти      | ф   | Дочь д’Артаньяна                                         | фр. La Fille de d'Artagnan                                    | Франция, Германия, Бельгия           | Бертран Тавернье           |
| 2000 | Серж Феллар          | ф   | Король танцует                                           | фр. Le Roi danse                                              | Франция                              | Жерар Корбьо               |
| 2002 | Жан Рошфор           | ф   | Бланш                                                    | фр. Blanche                                                   | Франция                              | Берни Бонвуазен            |
| 2004 | Жерар Депардье       | ф   | Мадемуазель Мушкетёр                                     | фр. La Femme Musketeer                                        | США                                  | Стив Бойюм                 |
| 2008 | Энрико Ди Джованни   | ф   | Версаль, мечта короля                                    | фр. Versailles, le rêve d'un roi                              | Франция                              | Тьерри Бинисти             |
| 2009 | Анатолий Равикович   | ф   | Возвращение мушкетёров, или Сокровища кардинала Мазарини | рус. Возвращение мушкетёров, или Сокровища кардинала Мазарини | Россия                               | Георгий Юнгвальд-Хилькевич |
| 2009 | Жан-Поль Дюбуа       | тф  | Король, белка и змея                                     | фр. Le Roi, l'Écureuil et la Couleuvre                        | Франция                              | Лоран Хейнеманн            |
| 2009 | Филипп Торретон      | тф  | Королева и кардинал                                      | фр. La Reine et le Cardinal                                   | Франция                              | Марк Ривьер                |
| 2013 | Райнер Фриб          | ф   | Анжелика, маркиза ангелов                                | фр. Angélique                                                 | Франция                              | Ариэль Зейтун              |
| 2024 | Грегори Гадебуа      | ф   | Козёл отпущения/Знакомьтесь коза!                        | фр. Les chevres!                                              | Франция, Бельгия                     | Фред Кавайе англ.          |

## Документальные фильмы
- «Кардинал Мазарини. Опасные игры» (Франция, 2014 год).